# Міст Коцебу
Міст Коцебу — історичний міст на вул. Ніни Строкатої в центрі міста Одеса. Був відкритий в 1892 році й веде через Деволанівський узвіз, що пролягає Карантинною балкою. 30-метровий арковий міст, названий на честь одеського генерал-губернатора Павла Євстафійовича Коцебу.

## Історія
Міст побудований між 1889 і 1892 роками замість дерев'яного мосту архітектором Семеном Ландесманом та інженером Едмондом Г. Гаррісом. Металевий каркас для будівництва мосту вартістю 70 000 рублів виготовлений у Парижі на фабриці компанії Société des Ponts et Travaux en Fer, де також створювалися елементи Ейфелевої вежі, а зібраний і встановлений в Одесі. Оскільки вулиця, на якій він розташований, раніше називалася Поліцейською, міст також називали Поліцейським.

У 2017 році напівзруйнований міст відреставрували — включно з чавунними перилами та чотирма вуличними ліхтарями за малюнками ХІХ століття. Також реконструйовано сходи та озеленено територію навколо мосту, завдяки чому міст знову став туристичною визначною пам'яткою Одеси.

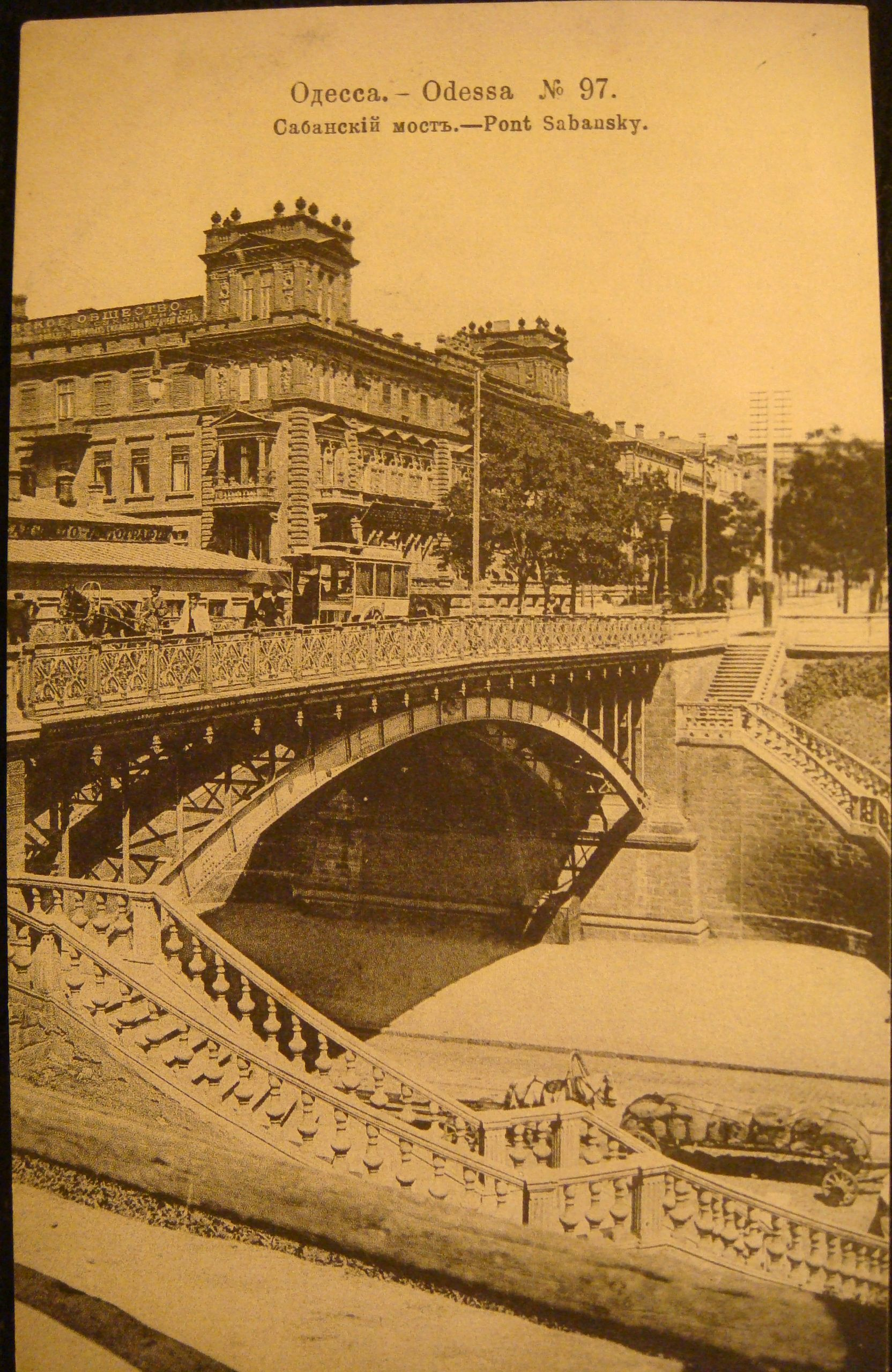
Міст на початку 20 ст.
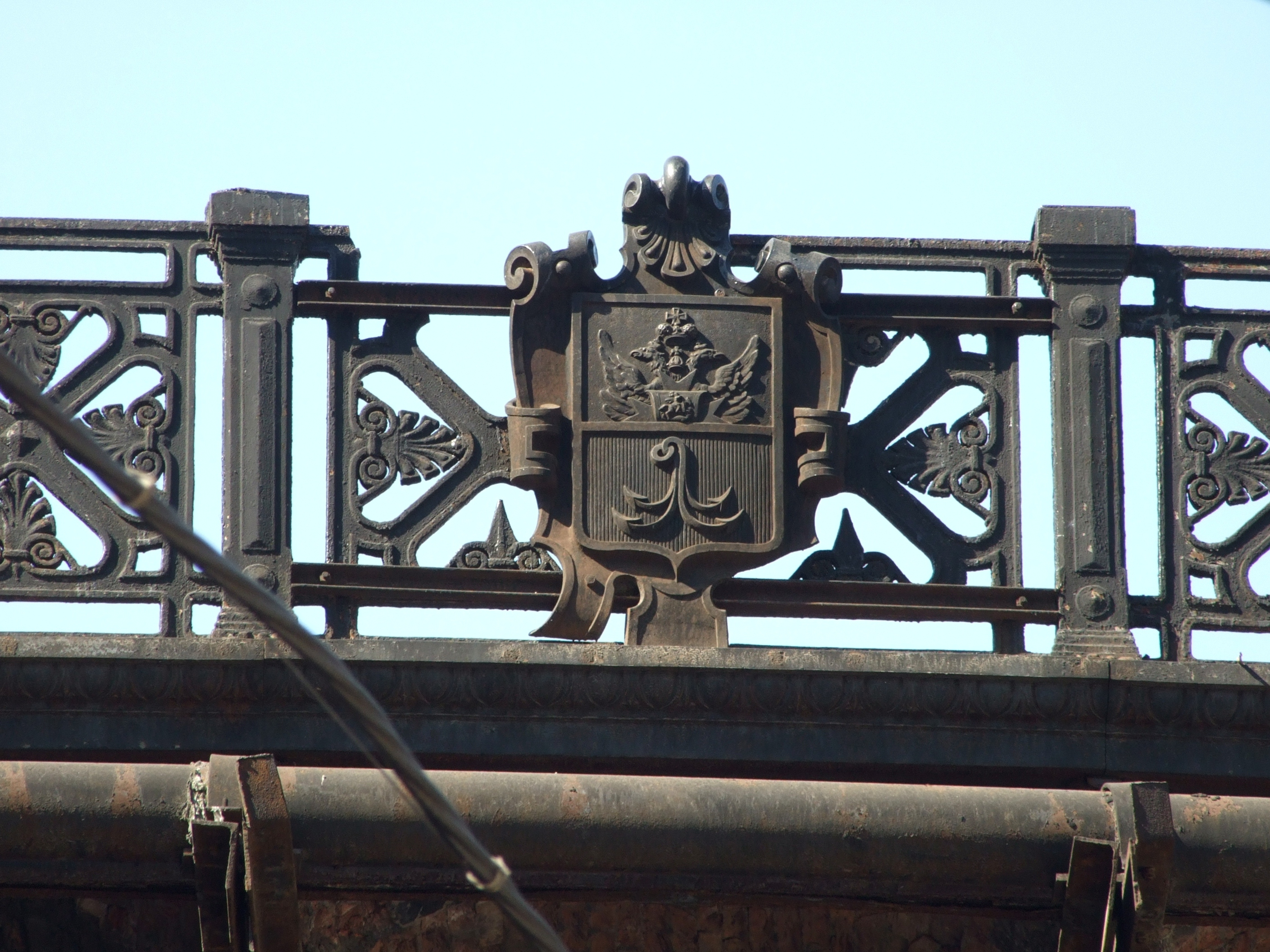
Детальний вигляд перил чавунного мосту

## Веб-посилання
- Пам'ятки: Міст Коцебу. In: odessatourism.org / Kultur- und Tourismusamt der Stadt Odessa. Abgerufen am 19. April 2019 (ukrainisch).